# 雅克利娜·莫朗
雅克利娜·莫朗（葡萄牙語：Jaqueline Mourão，1975年12月27日—）生于米纳斯吉拉斯州贝洛奥里藏特，是一名巴西女子自行车、冬季两项和越野滑雪运动员。她的丈夫Guido Visser是加拿大越野滑雪运动员，两人在2004年11月结婚，后育有一子一女。她15岁时开始练习山地自行车，2004年首次参加奥运，2005年在丈夫的建议下开始练习越野滑雪，并在2006年获得都灵冬奥参赛资格，成为历史上首位参加过夏奥和冬奥的巴西女运动员。在参加了2008年北京奥运后，她决定放弃山地自行车，专攻冬季运动。这之后，她接连参加了2010年温哥华冬奥、2014年索契冬奥和2018年平昌冬奥，其中2014年索契冬奥甚至还同时参加冬季两项和越野滑雪两个项目，她也成为历史上第五位参加过夏奥和冬奥三个不同大项的运动员。平昌冬奥后，她再次开始练习山地自行车，并在2019年泛美运动会上摘得铜牌。2021年，她获得第32届东京奥运资格，时隔13年重返夏奥赛场的同时，也成为首位参加三届夏奥的巴西女子山地自行车运动员。半年后，她再获得2022年北京冬奥参赛资格，得以第八次出战奥运的同时，也和英国雪车运动员蒙特尔·道格拉斯一同成为仅有的两位同时参加过2008年和2022年这两届皆由北京主办之奥林匹克运动会的选手。